# أوميت داوالا
أوميت داوالا (بالتركية: Ümit Davala)‏، (30 يوليو 1973 - )، لاعب كرة قدم تركي، ولد في مانهيم في ألمانيا ويلعب كجناح أيمن، وهو أحد لاعبي منتخب تركيا لكرة القدم المشارك في كأس العالم لكرة القدم 2002.
لعب لأندية في أف آر مانهيم وأي أس في فوندهيم وتركسبور مانهيم وأفيونسبور وغينكليربيرليغي وديار بكر سبور وأستطنبول سبور قبل أن ينضم إلى نادي غلطة سراي في عام 1997، وقد فاز معه بلقب الدوري التركي ثلاث مرات، وفي سبتمبر 2001 انتقل إلى نادي إيه سي ميلان وقد انتقل إلى ميلان لأنه يريد أن يلحق بمدربه السابق فاتح تيريم، ولكن في نوفمبر أقيل تيريم وعين كارلو أنشيلوتي بدلا عنه، وفي صيف 2002 تم بيعه إلى نادي إنتر ميلان في صفقة انتقال داريو سيميتش إلى نادي إيه سي ميلان، وفي يوليو 2003 انتقل إلى نادي فيردر بريمن الألماني، حيث ساعدهم على الفوز بالدوري الألماني وكأس ألمانيا.

## روابط خارجية
- أوميت داوالا على موقع ميوزك برينز (الإنجليزية)
- أوميت داوالا على موقع ديسكوغز (الإنجليزية)
- أوميت داوالا على موقع الاتحاد الدولي (مؤرشف)  (الإنجليزية)
- أوميت داوالا على موقع الاتحاد الأوربي (الإنجليزية)
- أوميت داوالا على موقع اتحاد تركيا (لاعب) (الإنجليزية)
- أوميت داوالا على موقع اتحاد تركيا (مدرب) (الإنجليزية)
- أوميت داوالا على موقع قاعدة بيانات كرة القدم.إي يو (الإنجليزية)
- أوميت داوالا على موقع بيانات كرة القدم. دي إي (الألمانية)
- أوميت داوالا على موقع ناشيونال فوتبول تيمز (الإنجليزية)
- أوميت داوالا على موقع عالم كرة القدم.نت (الإنجليزية)